# Kortesaari (ö i Kymmenedalen)
Kortesaari är en ö i Finland. Den ligger i sjön Musta-Ruhmas och i kommunen Kouvola i den ekonomiska regionen  Kouvola ekonomiska region  och landskapet Kymmenedalen, i den södra delen av landet, 130 km nordost om huvudstaden Helsingfors. Öns area är 5,8 hektar och dess största längd är 430 meter i sydöst-nordvästlig riktning.